# 刚毛地檀香
刚毛地檀香（学名：Gaultheria forrestii var. setigera）是杜鹃花科白珠树属地檀香的变种。分布于中国大陆的云南等地，生长于海拔2,800米的地区，一般生于山坡上，目前尚未由人工引种栽培。